# 青岛公交202路线
青岛公交202路线，是青岛市胶州湾东岸城区的一条公交线。该路线自2001年1月9日开通运营，途经市南区和崂山区。

## 路线走向
202路线是社会福利院站经西镇站返回社会福利院站的环行线，但实际为上下行路线大体对称的往返线（但副站不清客）。下面按照社会福利院站至贵州路站的往返线进行表示。
- 下行：途经宁德路、燕儿岛路、宁夏路、南京路、江西路、延安三路、香港西路、文登路、鱼山路、莱阳路、太平路、常州路、广西路、费县路、观城路、单县路、磁山路、台西四路、贵州路。
- 上行：途经贵州路、西陵峡一路、西陵峡路、太平路、中山路、广西路、江苏路、太平路、莱阳路、文登路、香港西路、延安三路、江西路、南京路、太湖路、高邮湖路、宁夏路、燕儿岛路、宁德路。[參⁠ 3][參⁠ 4][參⁠ 2]

## 停车站点
202路线是社会福利院站经西镇站返回社会福利院站的环行线，但实际为上下行路线大体对称的往返线（但副站不清客）。下表按照社会福利院站至贵州路站的往返线进行表示。本路线共设置37个停车站点，其中14个仅单方向停靠（含6个单向站）。
| 序号 | 站名           | 下行                                | 下行                        | 上行                          | 上行                       | 换乘地铁           | 备注     |
| 序号 | 站名           | 停车                                | 站位                        | 停车                          | 站位                       | 换乘地铁           | 备注     |
| ---- | -------------- | ----------------------------------- | --------------------------- | ----------------------------- | -------------------------- | ------------------ | -------- |
| 1    | 社会福利院站   | 向下箭头图形 · 公共汽车的图形       | 宁德路/青大一路             | 向上箭头图形 · 公共汽车的图形 | 青大一路/宁德路            |                    |          |
| 2    | 行政学院宿舍站 | 向下箭头图形 · 公共汽车的图形       | 宁德路/行政学院宿舍         | 向上箭头图形 · 公共汽车的图形 | 宁德路/行政学院宿舍        |                    |          |
| 3    | 市委党校站     | 向下箭头图形 · 公共汽车的图形       | 宁德路/中共市委党校行政学院 | 向上箭头图形 · 公共汽车的图形 | 宁德路/青岛大学6号门       | 青岛大学站（5）    |          |
| 4    | 宁德路站       | 向下箭头图形 · 公共汽车的图形       | 宁德路/燕儿岛路             | 向上箭头图形 · 公共汽车的图形 | 宁德路/燕儿岛路            |                    |          |
| 5    | 市南软件园站   | 向下箭头图形 · 公共汽车的图形       | 燕儿岛路/宁夏路             | 向上箭头图形 · 公共汽车的图形 | 燕儿岛路/宁夏路            | 隆德路站（7）      |          |
| 6    | 逍遥路站       | 向下箭头图形 · 公共汽车的图形       | 宁夏路/银川西路             | 向上箭头图形 · 公共汽车的图形 | 宁夏路/大尧三路            | 隆德路站（7）      |          |
| 7    | 天福苑小区站   | 向下箭头图形 · 公共汽车的图形       | 宁夏路/福州北路             | 向上箭头图形 · 公共汽车的图形 | 宁夏路/福州北路            |                    |          |
| 7    | 广电大厦站     | 向下箭头图形 · 公共汽车的图形       | 宁夏路/仙居路               | 向上箭头图形 · 公共汽车的图形 | 宁夏路/新昌路              |                    |          |
| 8    | 高邮湖路站     | 向下箭头图形 · 公共汽车的图形       | 宁夏路/高田路               | 向上箭头图形 · 公共汽车的图形 | 宁夏路/(高邮湖路-微山湖路) |                    |          |
| 9    | 鄱阳湖路站     |                                     |                             | 向上箭头图形 · 公共汽车的图形 | 太湖路/高邮湖路            |                    |          |
| 10   | 南京路站       | 向下箭头图形 · 公共汽车的图形       | 宁夏路/吴兴路               |                               |                            | 宁夏路站（3）      |          |
| 11   | 洪泽湖路站     |                                     |                             | 向上箭头图形 · 公共汽车的图形 | 太湖路/洪泽湖路            |                    | 单向站   |
| 12   | 宁夏路站       | 向下箭头图形 · 公共汽车的图形       | 南京路/如东路               |                               |                            |                    |          |
| 13   | 青岛二中分校站 | 向下箭头图形 · 公共汽车的图形       | 南京路/西湖路               | 向上箭头图形 · 公共汽车的图形 | 江西路/南京路              | 江西路站（3、5）   |          |
| 14   | 徐州路站       | 向下箭头图形 · 公共汽车的图形       | 江西路/徐州路               | 向上箭头图形 · 公共汽车的图形 | 江西路/徐州路              |                    |          |
| 15   | 山东路南站     | 向下箭头图形 · 公共汽车的图形       | 江西路/沛县路               | 向上箭头图形 · 公共汽车的图形 | 江西路/泰州路              |                    |          |
| 16   | 泰州路站       | 向下箭头图形 · 公共汽车的图形       | 江西路/镇江路               |                               |                            |                    |          |
| 17   | 芝泉路站       | 向下箭头图形 · 公共汽车的图形       | 延安三路/芝泉路             | 向上箭头图形 · 公共汽车的图形 | 江西路/镇江南路            | 芝泉路站（2）      |          |
| 18   | 华严路站       | 向下箭头图形 · 公共汽车的图形       | 延安三路/华严路             | 向上箭头图形 · 公共汽车的图形 | 延安三路/华严路            |                    |          |
| 19   | 湛山站         | 向下箭头图形 · 公共汽车的图形       | 延安三路/秀湛一路           | 向上箭头图形 · 公共汽车的图形 | 香港西路/秀湛路            | 延安三路站（3）    |          |
| 20   | 东海一路站     | 向下箭头图形 · 公共汽车的图形       | 香港西路/东海一路           |                               |                            |                    |          |
| 21   | 二疗站         | 向下箭头图形 · 公共汽车的图形       | 香港西路/太平角六路         | 向上箭头图形 · 公共汽车的图形 | 香港西路/太平角五路        |                    |          |
| 22   | 一疗站         | 向下箭头图形 · 公共汽车的图形       | 香港西路/湛山路             | 向上箭头图形 · 公共汽车的图形 | 香港西路/鹊山路            | 太平角公园站（3）  |          |
| 23   | 武胜关路站     | 向下箭头图形 · 公共汽车的图形       | 香港西路/武胜关路           | 向上箭头图形 · 公共汽车的图形 | 香港西路/紫荆关路          | 中山公园站（3）    |          |
| 24   | 中山公园站     | 向下箭头图形 · 公共汽车的图形       | 香港西路/荣成路             | 向上箭头图形 · 公共汽车的图形 | 香港西路/武昌路            | 中山公园站（3）    |          |
| 25   | 海水浴场站     | 向下箭头图形 · 公共汽车的图形       | 文登路/延安一路             | 向上箭头图形 · 公共汽车的图形 | 文登路/延安一路            | 汇泉广场站（3）    |          |
| 26   | 鲁迅公园站     | 向下箭头图形 · 公共汽车的图形       | 莱阳路/金口路               | 向上箭头图形 · 公共汽车的图形 | 莱阳路/莱阳支路            |                    |          |
| 27   | 大学路站       | 向下箭头图形 · 公共汽车的图形       | 莱阳路/莱西路               | 向上箭头图形 · 公共汽车的图形 | 太平路/常州路              | 人民会堂站（3、4） |          |
| 28   | 青岛路站       | 向下箭头图形 · 公共汽车的图形       | 广西路/青岛路               | 向上箭头图形 · 公共汽车的图形 | 广西路/日照路              |                    |          |
| 29   | 广西路浙江路站 | 向下箭头图形 · 公共汽车的图形       | 广西路/安徽路               | 向上箭头图形 · 公共汽车的图形 | 广西路/浙江路              |                    |          |
| 30   | 广西路火车站   | 向下箭头图形 · 公共汽车的图形       | 广西路/蒙阴路               |                               |                            | 青岛站（1、3）     | 单向站   |
| 31   | 西陵峡路火车站 |                                     |                             | 向上箭头图形 · 公共汽车的图形 | 西陵峡路/太平路            | 青岛站（1、3）     | 单向站   |
| 32   | 青岛十二中站   |                                     |                             | 向上箭头图形 · 公共汽车的图形 | 贵州路/西陵峡二路          |                    |          |
| 33   | 单县路西镇站   | 向下箭头图形 · 公共汽车的图形       | 单县路/汶上路               |                               |                            | 西镇站（1）        | 中途副站 |
| 34   | 青岛一中站     | 向下箭头图形 · 公共汽车的图形       | 单县路/汶水路               |                               |                            | 西镇站（1）        | 单向站   |
| 35   | 西康支路站     |                                     |                             | 向上箭头图形 · 公共汽车的图形 | 贵州路/西康支路            |                    |          |
| 36   | 台西四路站     | 向下箭头图形 · 公共汽车的图形       | 磁山路/台西五路             |                               |                            | 西镇站（1）        | 单向站   |
| 37   | 贵州路站       | 向下右拐弯箭头图形 · 公共汽车的图形 | 台西四路/贵州路             | 向右上拐弯箭头图形            |                            | 贵州路站（1）      | 单向站   |

## 运营时间
以下均为当地时间（UTC+8）为准。
- 社会福利院站（主站）：5:35-21:25
- 西镇站（中途副站）：约6:25-22:15

## 票制票价
本路线车辆均为普通车，无人售票一票制。每人次投币CNY ¥ 1。

## 特色服务

### 学生区间车
202路线工作日晚高峰时段开通学生区间车，行驶路线、站点不变，仅限学生乘坐。区间车运行时，车辆头牌显示“学生区间车”字样，或在前挡风玻璃处放置“学生区间车”标牌。
- 晚：华严路站17:00发出1班次。

### 互联网+公交大学生返校快车
202路线大学生集中返校期间开通“互联网+”公交大学生返校，青岛火车站至青岛大学一站直达。大学生可以通过微信、电话两种方式预约。
- 青岛火车站11:00、14:30发出2班次。

## 备注
1. ↑  在不限于本路线的情况下，无同名相反方向行车的站点
2. ↑   註: